# Hanam
Hanam est une ville de la Corée du Sud, située au sud-est de Séoul dans la province du Gyeonggi. Elle est desservie par la ligne 5 du métro de Séoul.

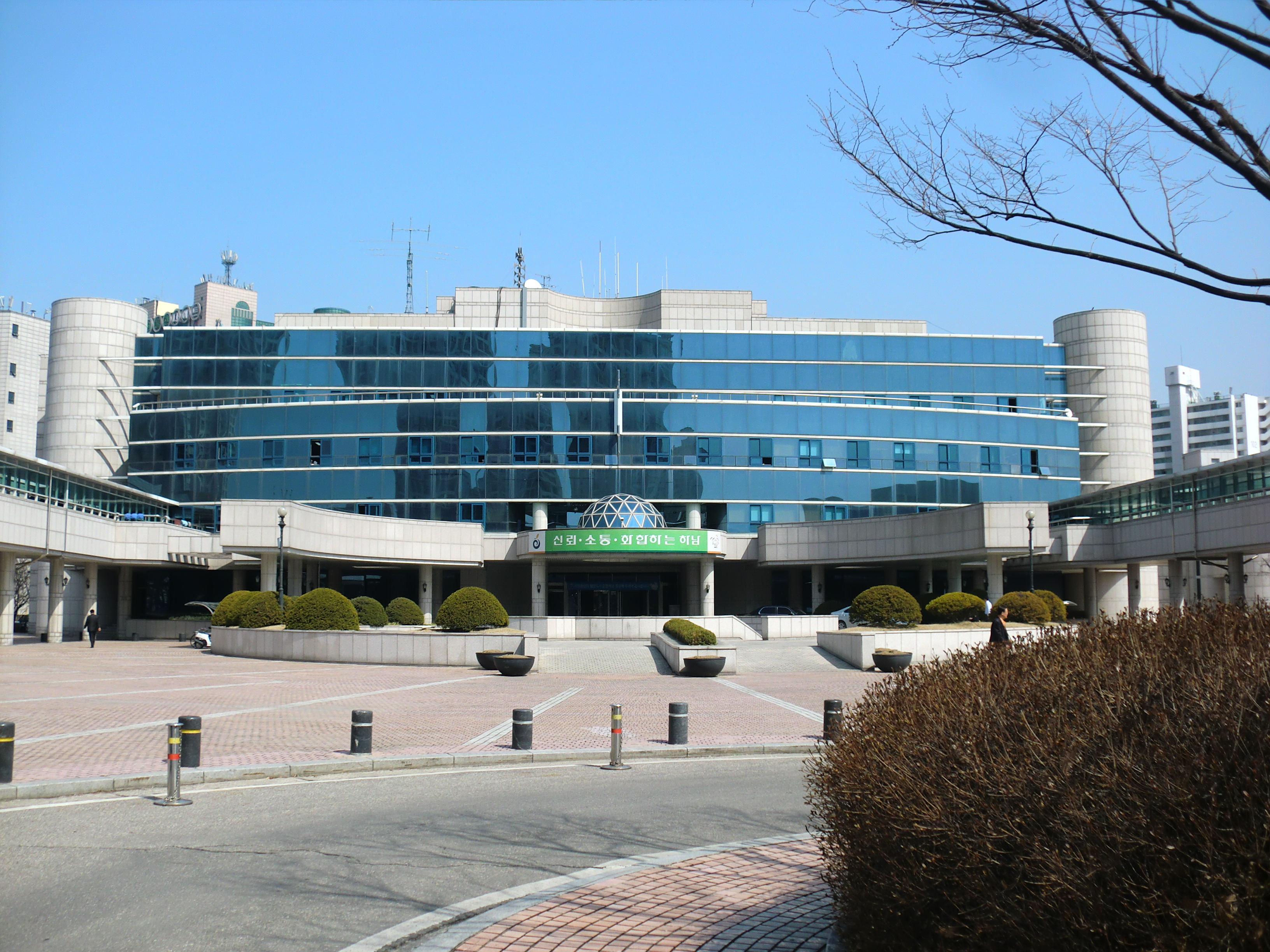
Hôtel de ville de Hnam